# Captain Ernesto Esguerra Cubides Air Base
Captain Ernesto Esguerra Cubides Air Base är en flygplats i Colombia.   Den ligger i departementet Caquetá, i den sydvästra delen av landet, 400 km söder om huvudstaden Bogotá. Captain Ernesto Esguerra Cubides Air Base ligger 197 meter över havet.
Terrängen runt Captain Ernesto Esguerra Cubides Air Base är platt.  Trakten runt Captain Ernesto Esguerra Cubides Air Base är nära nog obefolkad, med mindre än två invånare per kvadratkilometer. Närmaste större samhälle är Solano, 5,6 km söder om Captain Ernesto Esguerra Cubides Air Base. I omgivningarna runt Captain Ernesto Esguerra Cubides Air Base växer i huvudsak städsegrön lövskog.